# Омский институт водного транспорта

Омский институт водного транспорта - филиал ФГБОУ ВО Сибирский государственный университет водного транспорта' (сокр. ОИВТ(ф) СГУВТ) —  является старейшим отраслевым учебным заведением города Омска. Основан в 1920 году по приказу Центрсоюза водников Сибири, Омского райкомвода и Сибревкома. Включает в себя структурное подразделение Омское командное речное училище им. В.И. Евдокимова  (сокр. ОКРУ им. Евдокимова).

## История
15 декабря 1920 года по решению Центрсоюза водников Сибири, Омского райкомвода и Сибревкома в Омске открывается «Профессионально-техническая школа водного транспорта по подготовке речных судоводителей и судомехаников».
В 1944 году 20 июня Решением Госкомобороны и приказом народного комиссара речного флота № 208 учебное заведение реорганизовано в речное училище.
В 1956 году по инициативе руководства Иртышского речного пароходства открыт Опорный пункт Новосибирского института инженеров водного транспорта по подготовке инженерных кадров для водного транспорта, который в 1991 году преобразуется в Омский филиал (с 2007 года Иртышский филиал) Новосибирской государственной академии водного транспорта.
В 2007 году Иртышский филиал объединен с Омским командным речным училищем имени капитана В. И. Евдокимова в единый профессиональный образовательный комплекс, способный давать студентам и курсантам профессиональное образование любого уровня.
На 2013 год по четырем специальностям очной формы в филиале обучалось 924 студента,  по шести специальностям заочной формы — 853 студента.
В январе 2015 года Омский институт водного транспорта — филиал Федерального государственного бюджетного образовательного учреждения высшего образования «Новосибирская государственная академия водного транспорта» был переименован в Омский институт водного транспорта — филиал Федерального государственного бюджетного образовательного учреждения высшего образования «Сибирский государственный университет водного транспорта».

## Структура
Омский институт водного транспорта подразделяется на 2 основных факультета: технический факультет и факультет технологии и управления на транспорте. Ведётся подготовка специалистов по 8 образовательным программам высшего образования, по очной, очно-заочной и заочной формам обучения, в обычные и сокращенные сроки и по 4 специальностям среднего профессионального образования, по очной, очно-заочной и заочной формам обучения, на базе 9 и 11 классов средней школы, начального, среднего или высшего профессионального образования.